# SWAT 4: The Stetchkov Syndicate
SWAT 4: The Stetchkov Syndicate es un paquete de expansión para SWAT 4 lanzado el 28 de febrero de 2006 en Norteamérica y el 10 de marzo de 2006 en Europa, desarrollado por Irrational Games. Forma parte de la saga de videojuegos Police Quest.

## Campaña
Una nueva campaña con siete misiones, lleva al jugador a misiones en las que deberá combatir contra la familia Stetchkov, una poderosa organización criminal dedicada al contrabando de armas y estupefacientes.
La dificultad de los niveles es considerablemente mayor que en el SWAT 4 original, tanto por la I.A. enemiga, como por el diseño de los mapas.

## Lista de misiones
- FunTime Amusements
- Our Sisters of Mercy Hostel
- Sellers Street Auditorium
- Department of Agriculture
- Drug Lab
- Fresnal St. Station
- Stetchkov Warehouse

## Cambios y mejoras

### Jugabilidad
Se implementaron las siguientes mejoras y adiciones a nivel jugable:
- Ahora el jugador puede realizar ataques cuerpo a cuerpo presionando la tecla 'B' (predeterminada) para lograr el cumplimiento de los individuos que no cooperen. Sin embargo, si se realiza en exceso, la víctima puede quedar incapacitada, produciendo sanciones al final de la misión.
- Los Lightsticks, una herramienta táctica equipada por defecto por toda la unidad, pueden ser arrojados en cualquier lugar por un oficial o por el propio jugador con el fin de marcar el progreso, iluminar el área, etc.
- Cuando los sospechosos que se rinden se dejan desatendidos, pueden recoger su arma de fuego y huir, o también pueden atacar agresivamente al equipo si está cerca. Esta característica hizo que el juego fuera más realista y también le dio importancia al arresto inmediato de los sospechosos que se rindieron al recibir la orden.
- Al mantener presionada la tecla CTRL (predeterminada) mientras se emiten comandos al equipo, los comandos emitidos se mantienen en "espera" y el equipo los ejecuta solo cuando el líder llama para "iniciar". Por lo tanto, facilita la sincronización de los movimientos y operaciones de los dos equipos separados para obtener una ventaja táctica significativa.

### Multijugador
Se implementaron las siguientes mejoras y adiciones al modo multijugador:
- Se agregó un nuevo modo de juego llamado Smash & Grab, donde los sospechosos deben recoger un maletín y llevarlo a la salida antes de que acabe el tiempo. Los agentes deben impedir que los sospechosos lleguen a la salida con el maletín. Si se arresta a un sospechoso, se deducen 30 segundos del reloj del juego; si un sospechoso es asesinado o arrestado llevando el maletín, éste permanece donde se dejó caer. Los oficiales no pueden recoger el maletín.
- La capacidad COOP se duplicó de cinco a diez y el equipo se dividió respectivamente en Rojo y Azul, cada uno dirigido por un líder individual. El equipo rojo siempre comenzaría el mapa desde la entrada alternativa, si la hubiera, y el equipo azul desde la entrada frontal o predeterminada.
- También se introdujo un elaborado sistema de votación para el control general de la base de jugadores sobre un servidor. Anteriormente, en ausencia de un administrador, a menudo era difícil cooperar con "trolls", jugadores AFK (jugador que se queda estático en la partida), etc. Con la introducción del sistema de votación, los jugadores ahora podían votar colectivamente para expulsar a dichos jugadores, votar por un mapa específico, etc.
- La comunicación verbal se consideró necesaria para disfrutar de COOP y, posteriormente, facilitar la comunicación entre los jugadores, por lo que se introdujo un sistema VoIP, y todo lo que los jugadores requerían era un micrófono que funcionara.[2]

## Nuevo equipamiento

### Armas
- Rifle de Precisión Colt
- Lanzagranadas
- Cobra Stun Gun (Taser)
- Subfusil 5.7x28mm
- Pistola semiautomática Mark 19 .50
- Ametralladora Ligera 5.56
- Pistola Ametralladora 9mm

### Equipamiento táctico
- Lightsticks
- Lentes de Visión Nocturna
- Bolsa de Munición
- Sin Armadura (Solo disponible en el modo multijugador)

## Recepción
La expansión recibió críticas "favorables", un poco menos que el SWAT 4 original, con una puntuación en Metacritic de 80/100.
Tanto la crítica como la comunidad de jugadores destacaron el nuevo contenido, las mejoras generales, las importantes implementaciones multijugador y la nueva campaña.